# Capitole de l'État du Nouveau-Mexique
Le Capitole de l'État du Nouveau-Mexique est le siège de la législature du Nouveau-Mexique. Construit entre 1965 et 1966 par l'architecte W.C. Kruger, il se trouve à Santa Fe, capitale de l'État. 